# Comercializadoras de electricidad en España
Las empresas comercializadoras de electricidad que operan en el mercado eléctrico español son aquellas empresas encargadas de vender la electricidad a los clientes finales.
Existen dos tipos de comercializadoras, las comercializadoras de mercado libre y las comercializadoras de referencia que operan en el mercado regulado.
Los consumidores personas físicas o microempresas con un consumo reducido tienen la opción de contratar la electricidad en el mercado libre o regulado. Los demás consumidores solo pueden contratar la electricidad en el mercado libre. 

## Comercializadoras de mercado libre
Más de 500 comercializadoras operan en el mercado libre en España en 2023, según el listado que mantiene la CNMC en su página Web.
En el mercado libre, las costes y condiciones del suministro se pueden pactar libremente entre la comercializadora y la persona consumidora. Sin embargo, para la mayoría de las personas consumidoras, la libertad de pactos se reduce en la práctica a poder elegir entre las distintas ofertas fijadas de antemano por las comercializadoras, sin más margen de negociación.

## Comercializadoras de referencia del mercado regulado (PVPC)
En el mercado regulado únicamente se puede contratar el Precio Voluntario para el Pequeño Consumidor (PVPC) con las denominadas comercializadoras de referencia. El PVPC es un precio indexado sobre el coste de la electricidad en el mercado y los costes relativos a la distribución, incrementado con un margen para la comercializadora, según una metodología de cálculo fijada por el Gobierno.
Desde 2019, las comercializadoras de referencia deben operar bajo una marca distinta al de las comercializadoras del mercado libre, para garantizar que el consumidor las pueda diferenciar claramente.
En 2023, existen seis comercializadoras de referencia de ámbito de actuación nacional o peninsular, y dos comercializadoras de ámbito limitado respectivamente a Ceuta (Energía Ceuta XXI) y Melilla (Teramelcor).
| Comercializadora de referencia           | Grupo         | Clientes (2022) | Cuota de mercado (2022) |
| ---------------------------------------- | ------------- | --------------- | ----------------------- |
| Energía XXI                              | Endesa        | 3.773.379       | 43,1%                   |
| Energía Ceuta XXI                        | Endesa        | 3.773.379       | 43,1%                   |
| Curenergía                               | Iberdrola     | 2.795.738       | 31,9%                   |
| Comercializadora Regulada                | Naturgy       | 1.742.017       | 19,9%                   |
| Baser                                    | TotalEnergies | 216.808         | 2,5%                    |
| Régsiti                                  | Repsol        | 189.683         | 2,2%                    |
| Comercializador de Referencia Energético | CHC Energía   | 45.927          | 0,5%                    |
| Teramelcor                               | Gaselec       | 203             | 0,0%                    |
| Total                                    |               | 8.763.755       | 100,0%                  |

## Proceso de liberalización de la electricidad y críticas
Debido a la directiva de la Unión Europea sobre el proceso de liberalización de la electricidad vigente desde el 1 de julio de 2009, la distribución de la electricidad (canalización y suministro de la energía hasta los usuarios), debe realizarla una empresa diferente (distribuidora), de la que se encarga de vender la energía a los clientes finales (comercializadoras).[cita requerida]
Las primeras empresas que ofrecieron electricidad libre fueron Endesa, Factor Energía, Naturgy entre otras que se sumaron a la liberalización de la electricidad en España.
Aunque pertenezcan al mismo grupo empresarial y compartan similitudes en el nombre y la imagen corporativa, se trata de diferentes compañías eléctricas. Por ejemplo e-distribución es la compañía encargada de la distribución (antigua compañía de todos los clientes de Endesa en el mercado regulado), y Endesa Energía es la comercializadora de mercado libre, mientras que Energía XXI es la comercializadora de mercado regulado.

## Críticas a la competencia real y al déficit de tarifa
La existencia de grandes grupos empresariales, con distintas marcas, que dominarían el mercado, sería la causa de una falta de competitividad real en el sector, de la manipulación de precios así como de la creación de un déficit de tarifa 'virtual' sobre el que se demanda una auditoría.

## Cooperativas de consumidores de energías renovables
Ante este escenario de oligopolio, existen alternativas que permiten a los usuarios finales formar parte de cooperativas de consumo que actúan como empresas comercializadoras 100 % renovable dentro del mercado libre; esta alternativa registra un ahorro limitado debido a la fuerte regulación del sector eléctrico. Las principales cooperativas consumidoras de energía en España garantizan que el 100 % de la energía procede de fuentes renovables.
Som Energia fue la primera cooperativa de este tipo en constituirse en España (Gerona, diciembre de 2010). Lo que en su día fue un pequeño proyecto de vocación local impulsado por 178 socios fundadores, ha evolucionado hasta convertirse en una de las cooperativas más grandes de Europa, superando los 86 000 socios (mayo de 2025). Tiene una estructura descentralizada organizada por territorios, que a fecha de mayo de 2025 contaba con 54 grupos locales activos en todo el país. Posee diferentes centrales de generación eléctrica, y se ha destacado por haber puesto en funcionamiento la primera central fotovoltaica de España sin ayudas públicas.
Paulatinamente, otras cooperativas han ido surgiendo en diferentes territorios de España: Zencer (Andalucía, 2011), Goiener (País Vasco, 2012), Solabria (Cantabria, 2013) o Nosa Enerxía (Galicia, 2014). La tendencia es ascendente: en 2015 se constituyeron en Castilla y León las cooperativas EnergÉtica y Megara, y en 2016 surgió Emasp en Navarra. Otros ejemplos son la cooperativa madrileña La Corriente, la valenciana Seneo o la murciana La Solar Energía.